# Real Seminario Conciliar de Santa Catalina

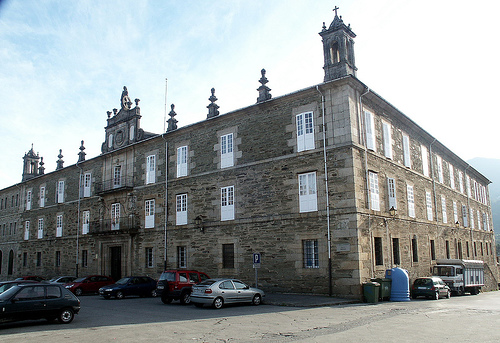
Real Seminario Conciliar de Santa Catalina.

Real Seminario Conciliar de Santa Catalina, es el mayor edificio de la ciudad de Mondoñedo (provincia de Lugo, Galicia, España). Su origen se remonta a finales del siglo XVI, cuando por iniciativa del Regimiento de la ciudad, se decide solicitar del Concilio provincial la creación de un Colegio del tipo de los que en la ciudad de Trento se había dispuesto que hubiera en cada cabeza de obispado. 
Fue inaugurado en 1572, lo que lo convierte en uno de los tres primeros que se erigieron en España. Desde su creación tuvo distintos enclaves.
En un principio el Seminario estaba ubicado en dos casas de la actual calle Alfonso VII. Pero este edificio se hizo pequeño, y en el siglo XVIII se comienza a construir el edificio en su situación actual. Las obras de construcción durarán cinco años a partir de 1770. Fue en 1775 cuando el centro alcanzó su mayor esplendor bajo el patronato real de Carlos III, que le concedió el título de Real Seminario Conciliar de Santa Catalina. 
Durante el pontificado de Cos y Macho tiene lugar una ampliación del Seminario, en la que se le añadió un piso. Estas obras tuvieron lugar entre los años 1888 y 1889. En los tiempos del Obispo Solís se volvió a reformar añadiendo un pabellón destinado a cocina y comedor del seminario, el cual fue destruido a mediados del siglo XX, época en la que monseñor Quiroga Palacios empezó la gran ampliación del seminario con la construcción de nuevos pabellones, obras que durarán diez años, y será bajo el pontificado de monseñor Vega Mestre cuando se inaugure la nueva capilla mayor y se terminen las obras realizadas por Quiroga Palacios. 
La última gran reforma del seminario tuvo lugar en el año 1992 cuando se construyó una residencia sacerdotal y un grupo de habitaciones destinadas a hospedaje, así como la remodelación de las habitaciones de los alumnos y diversas reformas por todo el edificio.
La fachada del edificio, de pizarra oscura del país, está enmarcada por dos pequeñas torres que se levantan en los extremos. En el centro de la fachada aparece un frontón con la imagen de Santa Catalina. 
La biblioteca histórica del Seminario, que comenzó con 245 obras, contiene actualmente más de 25000 volúmenes. Entre ellos hay que destacar un centenar de incunables y un manuscrito de finales del siglo XIII.
Con motivo del Año Jubilar de San Rosendo en el 2007 se arreglaron algunas salas del claustro principal. Se creó la sala de exposiciones de San Rosendo y a su lado una sala de proyecciones y audiovisuales. 
En este seminario estudiaron importantes escritores como Xosé Crecente Vega, Antonio Noriega Varela, Nicomedes Pastor Díaz, Xosé María Díaz Castro o Aquilino Iglesia Alvariño entre otros muchos.
- Datos: Q6102117
- Multimedia: Royal Seminary of Santa Catalina, Mondoñedo / Q6102117